# Lee’s Summit
Lee’s Summit ist eine Stadt im Cass County und im Jackson County im Westen des US-amerikanischen Bundesstaates Missouri und Bestandteil der Metropolregion Kansas City. Das U.S. Census Bureau hat bei der Volkszählung 2020 eine Einwohnerzahl von 101.108 ermittelt.

## Geografie
Lee’s Summit liegt 35 km südöstlich von Kansas City. Die Interstate 470 und der U.S. Highway 50 sind die Hauptverkehrswege in der Stadt.

## Demografie
Das Gebiet ist eines der am schnellsten wachsenden der USA mit einem Anteil der unter 18-Jährigen von ca. 30 %, wogegen nur knapp 10 % der Einwohner älter als 65 sind. Das niedrige Durchschnittsalter äußert sich unter anderem in den drei großen High Schools der Stadt.
Über 90 % der Bevölkerung sind Weiße, während 3,5 % der Einwohner Amerikaner afrikanischer Herkunft und etwa 2 % Hispanics sind. Lee’s Summit ist eine relativ wohlhabende Gemeinde. Das durchschnittliche Jahreseinkommen einer Familie beläuft sich auf 70.000 US-$.

## Geschichte
Der ursprüngliche Name bei der Gründung von Lee’s Summit 1865 durch William B. Howard war The Town of Strother. 1868 änderte die Stadt ihren Namen in ihren jetzigen: The Town of Lee’s Summit. Der Bestandteil Lee’s ist unbekannter Herkunft, aber Ortsansässige vermuten den Ursprung bei Robert E. Lee im Bürgerkrieg oder Dr. Pleasant Lea.
1912 begann R. A. Long, der Eigentümer einer Holzfirma, sein Anwesen, Longview Farm, am westlichen Rand der Stadt und teilweise in Kansas City zu bauen. Nach der Fertigstellung bestand es aus einem Herrenhaus, fünf Scheunen und 42 Gebäuden auf über 680 Hektar. Auf dem Gelände gab es auch eine Kirche, die 1915 fertiggestellte Longview Chapel Christian Church. Die Farm wurde schnell international als Sehenswürdigkeit bekannt.

## Söhne und Töchter der Stadt
- Cole Younger (1844–1916), Revolverheld
- William S. Cowherd (1860–1915), Politiker
- Pat Metheny (* 1954), Jazzgitarrist
- Matthew Tegenkamp (* 1982), Langstreckenläufer
- Chase Coffman (* 1986), American-Football-Spieler
- Katherine McNamara (* 1995), Schauspielerin und Sängerin
- Elizabeth Sandbothe (* 1998), Volleyballspielerin
- KC Lightfoot (* 1999), Stabhochspringer
- Maddie Harris (* 2000), Speerwerferin
- Armand Membou (* 2004), American-Football-Spieler